# Ilse Bulhof
Ilse Nina Bulhof-Rutgers (Wassenaar, 9 augustus 1932 – Amersfoort, 26 augustus 2018), kleindochter van Sebald Rutgers, was van 1991 tot haar emeritaat in 1997 vanwege de Radboudstichting bijzonder hoogleraar wijsbegeerte aan de Universiteit Leiden. Tevens was zij universitair hoofddocent geschiedenis van de wijsbegeerte aan de Katholieke Theologische Universiteit Utrecht en de Faculteit der Godgeleerdheid van de Universiteit Utrecht.
Bulhof publiceerde boeken over onder anderen Friedrich Nietzsche, Sigmund Freud, Wilhelm Dilthey en Charles Darwin. Daarnaast publiceerde zij vele artikelen over geschied- en wetenschapsfilosofische onderwerpen. De laatste jaren van haar leven ging haar belangstelling uit naar de relatie tussen filosofie en spiritualiteit en de relatie tussen westerse filosofie en boeddhistische wereldbeschouwing.
Prof. dr. I.N. Bulhof-Rutgers overleed in 2018 op 86-jarige leeftijd.